# Gilany Hosnani
Gilany Hosnani (* 21. August 1957) ist ein ehemaliger mauritischer Tischtennisspieler.

## Biografie
Hosnani nahm an den Olympischen Sommerspielen 1988 in Seoul teil. Sowohl im Einzel, als auch im Doppel mit seinem Partner Alain Choo-choy schied er in der Vorrunde aus.